# Gallenmühle (Rennertshofen)

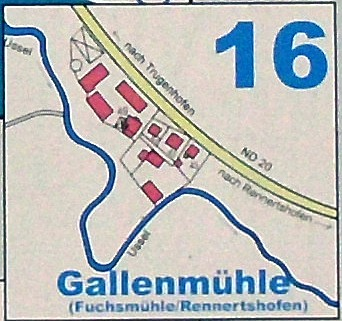
Die Gallenmühle auf einer Informationstafel in Rennertshofen

Die Gallenmühle, auch „Fuchsmühle“ (wohl nach dem Wappentier von Rennertshofen so benannt), ist ein Ortsteil des Marktes Rennertshofen im Landkreis Neuburg-Schrobenhausen im Regierungsbezirk Oberbayern. Sie gehört zur Gemarkung Rennertshofen.

## Lage
Die Mühle liegt in der Südlichen Frankenalb nordöstlich vom Hauptort Rennertshofen an dem von Nordwest aus der Alb kommenden Flüsschen Ussel. Zu erreichen ist sie über die nach Trugenhofen führende Kreisstraße ND 20.

## Geschichte
Im Alten Reich gehörte die von der Ussel angetriebene Mühle zum Pflegamt/Richteramt Rennertshofen der ehemaligen, 1342 an Bayern übergegangen Grafschaft von Lechsgemünd-Graisbach.
Im neuen Königreich Bayern (1806) wurde ein Steuerdistrikt Rennertshofen im neuen Landgericht Monheim und Rentamt Graisbach-Monheim gebildet, dem auch die Mühle angehörte. Mit dem zweiten Gemeindeedikt von 1818 wurde der Steuerdistrikt geteilt, die Gallenmühle blieb weiterhin bei Rennertshofen.
Bei der Trennung von Justiz und Verwaltung wurde die Marktgemeinde am 1. Juli 1862 in den Bezirk Donauwörth einbezogen. Mit Inkrafttreten der neuen Gerichtsorganisation kam die Marktgemeinde mit sechs weiteren Kommunen am 1. Oktober 1879 zum Amtsgericht Neuburg an der Donau. So wurde in der Folge der neuen Gerichtsorganisation am 1. Januar 1880 die längst beantragte Umgliederung von Rennertshofen mit der Gallenmühle zum Bezirksamt Neuburg an der Donau (ab 1938: Landkreis) verfügt. Der bisher schwäbische Landkreis Neuburg an der Donau kam im Zuge der Gebietsreform in Bayern 1972 nach Oberbayern und erhielt am 1. Mai 1973 die Bezeichnung Landkreis Neuburg-Schrobenhausen. Zunächst bestand die Gemeinde Rennertshofen nur aus dem Gemeindesitz selber und der Gallenmühle; durch die 1976 und 1978 erfolgten Eingemeindungen ist die Gallenmühle seither einer der 28 amtlich benannten Gemeindeteile Rennertshofens.

### Einwohnerzahlen
- 1861: 6 Einwohner[5]
- 1961: 4 Einwohner in 1 Wohngebäude[6]
- 2012: 7 Einwohner[7]